# Clàssica d'Almeria femenina
La Clàssica d'Almeria femenina és una competició ciclista espanyola femenina que es disputa pels voltants de la costa de la província d'Almería. La primera edició es disputà el 2023 És cursa de categoria 1.1 de l'UCI.

## Palmarès
| Any  | Vencedora       | Segona          | Tercera             |
| ---- | --------------- | --------------- | ------------------- |
| 2023 | Emilie Fortin   | Alison Jackson  | Floortje Mackaij    |
| 2024 | Lauren Stephens | Iúlia Biriukova | Linda Zanetti       |
| 2025 | Ally Wollaston  | Linda Zanetti   | Dominika Włodarczyk |